# Medalla de l'Exèrcit del Servei d'Ocupació
La Medalla de l'Exèrcit d'Ocupació (anglès: Army of Occupation Medal) és una condecoració militar de l'exèrcit dels Estats Units que va ser establert pel Departament de Guerra dels Estats Units el 5 d'abril de 1946. La medalla es va crear després de la Segona Guerra Mundial per reconèixer aquells que havien exercit el servei d'ocupació a Alemanya, Itàlia, Àustria, Japó o Corea. La medalla original de l'Exèrcit d'Ocupació estava destinada només als membres de l'exèrcit dels Estats Units, però es va ampliar el 1948 per abastar la Força Aèria poc després de la creació d'aquest servei. L'equivalent a la Marina i els Marines de la Medalla de l'Exèrcit d'Ocupació és la Medalla del Servei d'Ocupació de la Marina, que inclou la mateixa cinta amb el seu propi medalló i fermalls.

## Història
Tot i que es va autoritzar el 5 d'abril de 1946, no va ser fins al 1947 que es van repartir les primeres medalles de l'Exèrcit d'Ocupació. La primera medalla va ser lliurada al general de l'exèrcit Dwight D. Eisenhower, que havia estat el comandant de la quarter general suprem de la força expedicionària aliada durant la Segona Guerra Mundial.
A causa de l'estatus legal de Berlín Oest com a territori ocupat, la Medalla de l'Exèrcit d'Ocupació va ser emesa durant quaranta-cinc anys fins a la unificació d'Alemanya el 1990, convertint-la en un dels premis militars actius més llargs tant de la Segona Guerra Mundial com de la Guerra Freda.
A més, alguns dels guanyadors del premi van néixer dues generacions després de la fi del conflicte que la medalla havia de representar. Igual que la Medalla del Servei a la Defensa Nacional, la Medalla de l'Exèrcit d'Ocupació s'ha convertit en una condecoració "multigeneracional".
Encara que 30 dies a Berlín Oest eren un requisit per emetre el premi, no era estrany que els sergents de subministrament l'emetessin juntament amb altres insígnies i equipament de la unitat. Si el soldat ho qüestionava, li deien "No aniràs enlloc durant 30 dies! Només espera a posar-te-la a l'uniforme".

## Criteris de concessió
Per rebre la medalla de l'Exèrcit d'Ocupació, un membre del servei havia d'haver realitzat almenys trenta dies consecutius de servei militar dins d'una àrea geogràfica designada d'ocupació militar. La medalla de l'Exèrcit d'Ocupació es va presentar amb un fermall de campanya, que denotava el servei europeu o asiàtic, depenent de la regió en què s'havia realitzat el servei d'ocupació. Els fermalls de campanya es portaven a la medalla de mida completa només sense cap dispositiu corresponent quan es portava la Medalla de l'Exèrcit d'Ocupació com a cinta en un uniforme militar.
A més del tancament d'Alemanya, per als membres del servei que van realitzar 92 dies consecutius de servei militar durant el pont aeri de Berlín el 1948 i el 1949, el fermall del transport aeri de Berlín està autoritzat com a fermall per a la medalla de l'Exèrcit d'Ocupació. (Si són elegibles, les persones també podrien rebre la Medalla per a l'Acció Humanitària).

### Fermalls d'Alemanya
- Alemanya (9 de maig de 1945 al 5 de maig de 1955)[3]
- Àustria (9 de maig de 1945 al 27 de juliol de 1955)[3]
- Itàlia (9 de maig de 1945 al 15 de setembre de 1947)[3]
- Berlín Oest (9 de maig de 1945 a 2 d'octubre de 1990)[3]

### Fermalls del Japó
- Japó (3 de setembre de 1945 al 27 d'abril de 1952)[3]
- Corea (3 de setembre de 1945 al 29 de juny de 1949)[3]

## Disseny

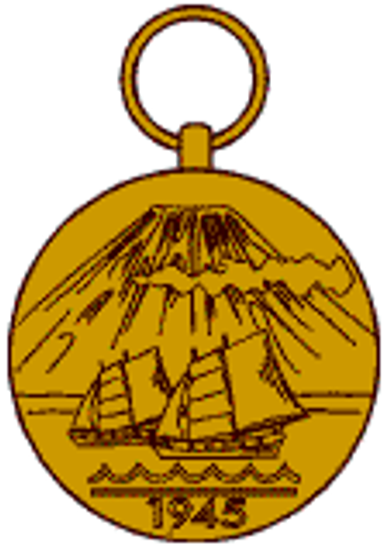
El revers de la medalla
La medalla és de bronze i mesura 3,20 centímetres (1,25 polzades) d'ample. A l'anvers, hi ha els contraforts del pont de Remagen amb les paraules "ARMY OF OCCUPATION" ("EXÈRCIT D'OCUPACIÓ") inscrites a la part superior. Al revers, hi ha el mont Fuji amb un núvol baix sobre dos juncs japonesos sobre una ona i la data inscrita "1945". Un fermall de bronze de 0,125 polzades d'ample i 1,5 polzades de llarg amb la paraula "ALEMANYA" o "JAPÓ" es porta a la cinta de suspensió de la medalla per indicar el servei a Europa o a l'Extrem Orient.
La cinta fa 3,5 centímetres (1,375 polzades) d'ample amb dues ratlles blanques fines a les vores i dues ratlles més gruixudes al mig, la primera és negra i la segona en escarlata. Un mite era que si un soldat servia a Alemanya la banda negra de la cinta portava a la seva dreta i si al Japó la vermella estava a la seva dreta. L'únic disseny aprovat és que la banda negra es trobés a la dreta del portador.